# Санта Луча (Терамо)
Санта Луча (итал. Santa Lucia) је насеље у Италији у округу Терамо, региону Абруцо.
Према процени из 2011. у насељу је живело 1010 становника. Насеље се налази на надморској висини од 52 м.